# Eristalis oestracea
Eristalis oestracea là một loài ruồi trong họ Ruồi giả ong (Syrphidae). Loài này được Linnaeus mô tả khoa học đầu tiên năm 1758. Eristalis oestracea phân bố ở vùng Cổ Bắc giới